# Olaf Holzapfel
Olaf Holzapfel (Dresda, 1967) è un artista tedesco.

## Biografia
Olaf Holzapfel ha studiato pittura dal 1996 al 2001 presso l'Accademia di Belle Arti di Dresda . Dal 2001 al 2003 è stato studente del professor Ralf Kerbach . Nel 2001-2002 ha seguito una visita di studio al National Institute of Design (NID) con Singanapali Balaram, Ahmedabad, India e un soggiorno come artista in residenza presso la Columbia University di New York.
Dal 2006 al 2008 Holzapfel ha insegnato come professore in visita per la pittura all'Accademia di belle arti di Karlsruhe e dal 2008 al 2010 come professore in visita per la scultura presso l' HfbK di Amburgo . Vive e lavora a Berlino.
Nel 2001 Olaf Holzapfel ha ricevuto la borsa di studio Hegenbarth, nel 2002 è stato destinatario del Philip Morris Art Fund e del DAAD . Nel 2014 è stato insignito del Premio Gerhard Altenbourg .
Olaf Holzapfel è stato un partecipante a documenta 14 a Kassel e Atene .

## Opere
Nel suo lavoro artistico, Olaf Holzapfel è interessato allo spazio e al modo in cui viene creato.  Nella sua visione di arte concettuale, coniuga tecniche artigianali tradizionali con le nuove tecniche di elaborazione delle immagini digitali. Oltre alla pittura, le sue opere comprendono anche sculture, installazioni, fotografia, film e stampe digitali.
Holzapfel ha costruito molti dei suoi oggetti di grandi dimensioni con cartone rigido e fili di poliammide . È noto per le sue sculture a graticcio in legno di diverse dimensioni, che l'artista allestisce all'aperto. I gruppi di opere più importanti di Olaf Holzapfel includono anche i quadri fatti di fieno o paglia. Dal 2009 produce quadri tessili in collaborazione con la tribù indigena Wichí del Sud America, utilizzando tessuti con la fibra vegetale Chaguar.

## Premi
- Premio Gerhard Altenbourg 2014

## Mostre personali (elenco parziale)
- 2018 Olaf Holzapfel, Kloster Schönthal 1145, Langenbruck, Svizzera
- 2018 Die Geometrie in der Bredouille (La géométrie dans le pétrin), Gallery Albert Baronian, Brüssel
- 2016: Der perfekte Weg. Galerie Daniel Marzona, Berlino
- 2015: the rough Law of Gardens. Museum of Art, Ein Harod, Israel; Kunstmuseum Bochum (con Nahum Tevet)
- 2014: Gerhard Altenbourg-Preis 2014:  Olaf Holzapfel – Die Technik des Landes. Lindenau-Museum, Altenburg
- 2014: Housing in Amplitude. Museo de Arte Contemporáneo, Santiago, Chile (con Sebastian Preece)
- 2013: Gelände. Kunstverein Augsburg
- 2013: Interritorial – Territorialis. Albert Baronian Gallery, Brüssel
- 2012: Region. Leonhardi-Museum, Dresda
- 2011: 3 wie 1, 2 in 3, 2, 1, 1 über 1. Galerie Gebr. Lehmann, Dresda
- 2010: das Verwobene in dem ich wohne. Johnen Galerie, Berlino
- 2009: At a moment’s notice. Max Wigram Gallery Londra
- 2009: Das Nomadische Kriterium. Galerie am Taxispalais, Innsbruck; Kunstmuseum Mülheim an der Ruhr
- 2008: Nakano Sakaue. Autocenter, Berlino
- 2008: Die Nachbarschaft der Dinge. Galerie Ghislaine Hussenot, Parigi
- 2007: in der Mitte des Pragmatismus. Johnen+Schöttle, Colonia
- 2007: Unbestechliche Archive. Galerie Sabine Knust, Monaco, Germania
- 2005: Der Absolute Zusammenhang. Johnen Galerie, Berlino
- 2003: Zwischen Gütern. Galerie Gebr. Lehmann, Dresda
- 2003: durch den Kopf. Oktogon der HfBK, Dresda
- 2002: nice thinking Utopias. Columbia University / LeRoy Neijman Gallery, New York
- 2002: in between, goods, Billboard-Installation, Ahmedabad, India

## Alcuna mostre collettive
- 2019: Anders Wohnen, Museum Haus Lange, Krefeld
- 2019: Negativer Raum, Zentrum für Kunst und Medientechnologie
- 2019: And Berlin Will Always Need You, Martin-Gropius-Bau, Berlino
- 2018: Konstruktion der Welt: Kunst und Ökonomie, Kunsthalle Mannheim, Mannheim
- 2018: Die Macht der Vervielfältigung, MARGS Museu de Arte do Rio Grande do Sul, Porto Alegre, Brasile
- 2018: Deutschland ist keine Insel. Sammlung zeitgenössischer Kunst der Bundesrepublik Deutschland. Ankäufe von 2012 bis 2016, Bundeskunsthalle, Bonn
- 2017: Zaun, Documenta 14, Kassel
- 2016: ICH. Neue Formen des Selbstporträts. Schirn Kunsthalle, Francoforte
- 2015: Disegno-Zeichenkunst für das 21. Jahrhundert. Kupferstich-Kabinett, SKD, Dresda
- 2015: Et in Arcadia Ego- Weltchaos & Idylle. Museum Kurhaus Kleve
- 2015: Das Gedächtnis des zukünftigen Materials. Kleines Historicum, Università di Freiberg
- 2014: 2. Montevideo Biennale.  Housing in Amplitude, Montevideo, Uruguay
- 2014: Pliage / Fold. Gagosian Gallery, Parigi
- 2014: RE: Painted. SMAK, Ghent
- 2014: Proyecto Trapananda. Cohaique / Patagonia; Cerro Castillo, Chile
- 2013: Inside Outside Architecture. Museo nazionale di arte, architettura e disegno
- 2013: Painting Forever! Keilrahmen. Kunst-Werke Berlin
- 2012: Made in Germany Zwei. Sprengel Museum, Hannover
- 2012: Wahlverwandtschaften. Imaginationen des Nomadischen. Museum für Völkerkunde, Hamburgo
- 2011: Illuminations. Südamerikanischer Pavillon, 54ª Biennale di Venezia
- 2011: KölnSkulptur #6. Skulpturenpark, Colonia
- 2011: Abstrakt////Skulptur. Georg-Kolbe-Museum, Berlino
- 2011: Informellnature. Galerie Sabine Knust, Monaco, Germania
- 2010: Menos Tiempo que lugar. Museo Nacional de Bellas Artes, Santiago de Chile; Palais de Glace, Buenos Aires, Argentina
- 2010: Das neue Albertinum. Kunst von der Romantik bis zur Gegenwart. Staatliche Kunstsammlungen, Albertinum, Dresda
- 2009: Die Kunst der Unabhängigkeit: der zeitgenössische Pulsschlag. Centro de Arte Contemporaneo, Quito, Ecuador
- 2008: Der große Wurf. Faltungen der Gegenwartskunst. Museum Haus Lange, Krefeld
- 2006: Insa, Mantik ve His – Construction, Ratio and Sense. Galerist, Istanbul
- 2005: Expanding Painting. Prague Biennale II, Praga
- 2005: Urbane Realitäten – Focus Istanbul. Martin-Gropius-Bau, Berlino
- 2003: 4/11. Leonhardi-Museum, Dresda

## Libri pubblicati
- Disegno. The Art of Drawing fort he XXI Century. Staatliche Kunstsammlung Dresden, Michael Hering (Hrsg.), Kerber Verlag, Bielefeld/Berlin 2015, ISBN 978-3-7356-0181-0.
- Et in Arcadia Ego – Weltchaos & Idylle. (= Schriftenreihe Museum Kurhaus Kleve / Ewald Mataré-Sammlung Nr. 68). Museum Kurhaus Kleve (Hrsg.), Kleve 2015, ISBN 978-3-934935-74-7.
- Die Technik des Landes. Lindenau-Museum Altenburg (Hrsg.), Sternberg Press, Berlin 2015, ISBN 978-3-95679-091-1.
- mit Sebastián Preece: Housing in Amplitude. Museo de Arte Contemporaneo, Facultad de Artes, Universidad de Chile (Hrsg.), Santiago de Chile 2014, ISBN 978-956-9016-04-2.
- Art & Textiles: Fabric as Material and Concept in Modern Art from Klimt tot he Present, Kunstmuseum Wolfsburg / Staatsgalerie Stuttgart, Markus Brüderlin (Hrsg.), Verlag Hatje Cantz, Ostfildern 2014, ISBN 978-3-7757-3627-5.
- Region. Leonhardi-Museum, Dresden (Hrsg.), Distanz Verlag, Berlin 2012, ISBN 978-3-942405-97-3.
- Made in Germany Zwei. Internationale Kunst in Deutschland. Sprengelmuseum Hannover, Kestnergesellschaft Kunstverein Hannover (Hrsg.), Verlag für Moderne Kunst, Nürnberg 2012, ISBN 978-3-86984-334-6.
- Wahlverwandtschaften. Imaginationen des Nomadischen. Peter Herbstreuth / Museum für Völkerkunde Hamburg (Hrsg.), Gudrun Schröder Verlag, Leipzig 2012, ISBN 978-3-926196-63-7.
- Entre Siempre y Jamás. IILA (Hrsg.), Katalog der 54. Biennale di Venezia, Sala Editori, Pescara 2011, ISBN 978-88-96338-26-1.
- KölnSkulptur #6. Friedrich Meschede, Skulpturenpark Köln (Hrsg.), Verlag der Buchhandlung Walther König, Köln 2011, ISBN 978-3-86560-998-4.
- Abstrakt////Skulptur. Marc Wellmann/Georg Kolbe Museum (Hrsg.), Georg Kolbe Museum, Berlin 2011, ISBN 978-3-9812935-4-8.
- Nakano Sakaue / Verhandelte Zeichen. Sternberg Press, Berlin 2009, ISBN 978-1-933128-65-8.
- Olaf Holzapfel, Das nomadische Kriterium. Taxispalais Innsbruck, Kunstmuseum Mülheim an der Ruhr (Hrsg.), Dumont Buchverlag, Köln 2009, ISBN 978-3-8321-9252-5.
- Der Grosse Wurf. Faltungen in der Gegenwartskunst. Sylvia Martin/Kunstmuseen Krefeld (Hrsg.), modo Verlag, Freiburg i. Br. 2008, ISBN 978-3-86833-000-7.

## Articoli
- Birgit Rieger „Ab ins Feld“. In: Tagesspiegel. 2. Febbraio 2016, S. 25.
- Thomas Frank „Schrottkunst aus dem Kibbuz“. In: Deutschlandfunk, Radio Kultur. 2. Ottobre 2015.
- Susanne Altmann „Land Art“. In: ART. Das Kunstmagazin. Agosto 2015, S. 86–93.
- Agnesa Schmudke „Detrás de la Escena“. In: Tonic, Numero Cero. 2015.
- Angelika Bohn „Gemälde aus Heu und Stroh in Altenburg“. In: Ostthüringer Zeitung. 21. Novembre 2014.
- Teobaldo Lagos Preller „Preece & Holzapfel, Housing in Amplitude en Berlín: Contra el monumento, amplitud y dinamismo“. In: Arquine.com. 25. Settembre 2014. (online)
- Daniel Silva Astorga „El arte de habitar“ in: El Mercurio, Cultura, 31. Marzo 2014
- Teobaldo Lagos Preller „Housing in Amplitude: Arqueología contemporánea en Aysén, región desconocida“ in Artischock, 26. Marzo 2014
- Jan Kedves, Olaf Holzapfel „Kein Futter/ Hay Fever“. Frieze d/e, Feb-Mar, Nr. 8, 2013, S. 12–14.
- Heinz-Norbert Jocks „Der Anschluss ans Vergangene jenseits aller Nostalgie“. In: Kunstforum International, Bd. 216, S. 218ff.
- Hajo Schiff „Träume von Anderen“. In: TAZ, 13. Febbraio 2012
- Jurriaan Benschop „Olaf Holzapfel“. In: Kunstbeeld.nl, Nr. 11/2010, S. 21.
- Sebastian Preuss „Mehr Traum als Zeit“. In: Berliner Zeitung, 9. Aprile 2010, S. 25.
- Edith Schlocker „Hüllen für virtuelle Räume“, Tiroler Tageszeitung, 27. Aprile 2009
- Catrin Lorch „Urban-Dschungel: Olaf Holzapfel in Köln“. In: FAZ 12. Agosto 2006, S. 48.
- Uwe Salzbrenner, „Seitwärts geradeaus“, Sächsische Zeitung, 29. Novembre 2005, S. 8.